# 崇明寺
35°42′52″N 113°00′31″E / 35.71444°N 113.00861°E
崇明寺位于中国山西省高平市河西镇郭家庄村西侧，俗称狼谷寺，2001年被列为第五批全国重点文物保护单位。
崇明寺始建于北宋开宝四年（971年），坐北朝南，现存山门、钟鼓楼、中佛殿、后佛殿及东西配殿，其中中佛殿为宋代原构，余为明清建筑。中佛殿面阔三间，进深六椽，单檐歇山顶。后佛殿面阔五间，进深六椽，单檐悬山顶。